# José María Bacchelli
José María Bacchelli Ortega (Barcelona, 10 de septiembre de 1952), conocido artísticamente como Bacchelli, es un cantante español de balada romántica.

## Trayectoria artística
Hijo de madre española y padre italiano, Bacchelli es un cantante de estilo melódico que se inició en el mundo de la canción al participar, en 1977, en el Festival de Benidorm con Dejame Olvidar. En 1978 la discográfica Sauce publica los sencillos Déjame Ser Tu Amante y Ahora, No.
En 1980 publica su álbum Y sólo tú con la discográfica Belter que incluye la canción del mismo título. En 1981 es seleccionado por Televisión Española para representar a España en el Festival de la Canción de Eurovisión 1981 con la canción Y sólo tú, compuesta por Amado Jaén, que obtuvo el puesto número 14.º, con 38 puntos. 
En 1981 edita su álbum titulado Prohibido con la discográfica Belter.  En 1982 publicaría su LP Culpable. En 1988 la discográfica Fediscos edita en Ecuador su LP Vida mia y se dedicaría a la representación de artistas.
Desde inicios de la década de los años '90 se encuentra radicado en la ciudad ecuatoriana de Guayaquil donde conoció a su esposa la modelo y actriz Gianella Avellaneda, con quien tiene dos hijos: Gianfranco y Gianella. José María y Gianella se encontraron por primera vez en 1992 durante la filmación de la telenovela Isabela (telenovela ecuatoriana), escrita por María Antonieta Gómez y producida por la cadena Ecuavisa, en la cual ambos participaron como actores; adicionalmente, Bacchelli interpretó la canción principal titulada Seguramente tú.

## Discografía
Elepés
- Y solo tú (LP, DB Belter, 1980)
- Prohibido (LP, DB Belter, 1981)
- Culpable (LP, DB Belter, 1982)
- Vida Mia (LP, Perfil, 1988)

Sencillos
- Déjame Olvidar / No Hay Límites Para El Amor (Single, Belter, 1977) 08.653
- Déjame Ser Tu Amante / Tu piel desnuda (Single, Sauce, 1978) BSS 029
- Ahora, No (Single, Sauce, 1978) BSS 001
- Sed / Amándote Aprendí (Single, Sauce, 1979) 1-10.008
- Y Solo Tú / Cuando Te Tengo En Mis Brazos (Single, DB Belter , 1981) 1-10.167
- Decir Te Quiro / Nadie Como Tu (Single, Philips, 1982) 6029 534
- Prohibido / No Te Puedo Olvidar (Single, Belter, 1982) 1-10.202
- Linda Chiquilla / Una Parte De Mi (Single, Belter) 1-10.228
- Culpable / Equivocada (Single, Belter, 1983) 1-10.280
- Canto / Con Los Cinco Sentidos (Single, Belter, 1983) 1-10.282
- Vida Mia / Libre (Single, Perfil, 1987) SN- 45.020